# Richard Williamson
Richard Nelson Williamson, född 8 mars 1940 i London, död 29 januari 2025 i Kent, var en brittisk romersk-katolsk biskop och före detta medlem av Prästbrödraskapet S:t Pius X varifrån han uteslöts den 24 oktober 2012. Han exkommunicerades av påve Johannes Paulus II efter det att ärkebiskopen Marcel Lefebvre hade biskopsvigt honom och tre andra den 30 juni 1988. Exkommunikationen upphävdes av påve Benedictus XVI den 21 januari 2009.
Williamson föddes som son till anglikanska föräldrar och är brittisk medborgare. Han läste litteraturvetenskap vid universitetet i Cambridge, undervisade i Afrika och konverterade vid 30 års ålder till Romersk-katolska kyrkan. I oktober 1972 började han läsa vid det traditionalistiska prästseminariet i Ecône i Schweiz och fyra år senare blev han prästvigd av Lefebvre.

## Intervju i Uppdrag granskning och juridiskt efterspel
Williamson gav en intervju för Uppdrag granskning i Sveriges Television som sändes i avsnittet "Det svenska korståget" den 21 januari 2009. Där förnekade Williamson att förintelsen har ägt rum: "I believe that the historical evidence – the historical evidence – is strongly… is hugely against six million Jews having been deliberately gassed in gas chambers as a deliberate policy of Adolf Hitler." På en direkt fråga från Uppdrag gransknings reporter om det fanns några gaskamrar, svarade Williamson: "I believe there were no gas chambers."
Williamson menade att mellan 200 000 och 300 000 judar dog i nazisternas koncentrationsläger men inte en enda genom gasning. I sitt resonemang stödde han sig på amerikanen Fred Leuchters undersökningar, publicerade i den så kallade Leuchter-rapporten från 1988.
I oktober 2009 godkände domstolen i Nürnberg ett krav från statsåklagare i Regensburg att ålägga Williamson 12 000 euro i böter för påståendet, som under tysk lag kategoriseras som hatbrott.